# Acura Classic 2004
Acura Classic 2004 — тенісний турнір, що проходив на відкритих кортах з твердим покриттям у Сан-Дієго (США). Належав до турнірів 1-ї категорії в рамках Туру WTA 2004. Відбувсь удвадцятьшосте і тривав з 25 липня до 1 серпня 2004 року. Четверта сіяна Ліндсі Девенпорт здобула титул в одиночному розряді й отримала 189 тис. доларів США.

## Фінальна частина

### Одиночний розряд
Ліндсі Девенпорт —  Анастасія Мискіна 6–1, 6–1
- Для Девенпорт це був 5-й титул за сезон і 78-й — за кар'єру.

### Парний розряд
Кара Блек /  Ренне Стаббс —  Вірхінія Руано Паскуаль /  Паола Суарес 4–6, 6–1, 6–4
- Для Блек це був 5-й титул за сезон і 34-й — за кар'єру. Для Стаббс це був 4-й титул за сезон і 46-й — за кар'єру.